# Radoslav Kováč
Radoslav Kováč (Prága, 1979. november 27.) cseh labdarúgó, jelenleg a Slovan Liberec játékosa. 2004 és 2009 között a cseh válogatott tagja. Általában hátvédet játszik, de bevethető védekező középpályásként is.

## Külső hivatkozások
- Kováč adatlapja a West Ham United oldalán